# Centauri Montes
Centauri Montes je hora na povrchu Marsu, která se nachází na jižní polokouli ve východní části planiny Hellas Planitia. Velikost základny dosahuje 270 km. Pojmenována byla roku 1991.
Oblast byla dvakrát po sobě fotografována (v roce 1999 a 2001) a toto opakované snímkování oblasti přineslo velmi zajímavý objev. Na fotografiích se objevily nové útvary, které připomínají únik kapalné vody na stěně bezejmenného kráteru a následný vznik sedimentárních struktur. V současnosti panují předpoklady, že se jedná o projev tekoucí vody na povrchu Marsu v nedávné době.